# Alex Pietrangelo
Alex Pietrangelo (King City, Ontario, 18 de enero de 1990), apodado Petro, es un jugador profesional canadiense de hockey sobre hielo que se desempeña en la posición de defensor derecho en Vegas Golden Knights, equipo de la National Hockey League (NHL).

## Carrera
Fue seleccionado en la primera ronda en la NHL Entry Draft de 2008. Hizo su debut profesional con el equipo St. Louis Blues, en el cual jugó doce temporadas (2008-2020), después pasó a Vegas Golden Knights, donde lleva jugando cuatro temporadas.